# Смертогонець і воїни з пекла
Смертогонець і воїни з пекла (англ. Deathstalker and the Warriors from Hell), також відомий як Смертогонець III: Воїни з пекла, — фентезійний фільм про меч і чаклунство 1988 року. Це третій фільм у тетралогії «Смертогонець».

## Короткий зміст сюжету
Фільм, дія якого розгортається у фентезі, відкривається на фестивалі за участю Смертогонця та чарівника Нічіаса. Одного разу Смертогонець врятував Нічіаса, і тепер вони мандрують від села до села, збираючи гроші, пророкуючи майбутнє та демонструючи свою магію. Під час фестивалю до Нічіаса приїжджає жінка в капюшоні. Насправді це принцеса Карісса, яка принесла магічний камінь, сподіваючись, що у Нічіаса є ще один, і коли вони об'єднаються, то нарешті відкриють чарівне і багате місто Арандор, останнім нащадком якого є Нічіас. Нічіас не володіє другим каменем, але знає, що він знаходиться на півдні, у Південному краї, яким править злий чаклун Троксартес. Троксартес має другий камінь і хоче отримати перший, щоб використовувати його силу і правити більше.
На фестиваль нападає одягнена в чорне права рука Троксартеса Макут зі своїми кінними воїнами, які шукають камінь. Серед різанини та хаосу Нікіас телепортується геть, а принцеса рятується від захоплення Смертогонця, і вони тікають. Проте її вбивають кілька солдатів, які нічого не знають, і вона передає камінь і знання Смертогонцю. Він вирушає до спекотного лісистого Півдня, де зустрічає сестру-близнючку Карісси, зухвалу принцесу Елізену, яку прислали з Півночі, щоб вона вийшла заміж за Троксартеса. Макут шукає Смертогонця і знаходить його знову, тому Смертогонець ховається в наметі Елізени, але вона насторожується, побачивши, що він тримає її з гілкою замість ножа. Він тікає в непрохідну долину, де його прихистили дві дикі жінки, Маринда та її мати. Маринда займається сексом із Смертогонцем, а потім веде його до коней, щоб він міг втекти, оскільки Макут увійшов у долину. Мати, обурена відсутністю Маринди, веде Макута до коней, але Смертогонець втік. Дізнавшись, що йому протистоїть Смертогонець, Троксартес використовує свою силу, щоб розбудити всіх мертвих ворогів, яких він переміг, щоб зловити «легенду».
Охоронці Елізени були вбиті Макутом після того, як він подумав, що вони допомагають Смертогонцю. Вона випадково зустрічає Смертогонця, який отаборився в лісі. Вранці вона йде, і її знаходить Троксартес, який забирає її до свого замку як наречену. Смертогонець вистежує їх і вночі проникає до замку, але його знаходить сам Троксартес і просить камінь, поки Смертогонець не втрачає свідомість і не знаходить камінь. Троксартес з'ясовує, що насправді існує третій камінь, необхідний для того, щоб приборкати силу, тому він змушує свою коханку катувати Смертогонця, щоб отримати знання, але той тікає і зв'язує її. Прямуючи до каміння, Нісіас несвідомо телепортується прямо до замку Троксартеса, який весело захоплює його і має намір забрати до свого війська, якщо його магія не зможе знайти третій камінь.
Вночі в лісі Смертогонець знаходить Маринду і натрапляє на кількох воїнів-мерців біля багаття, в яких впізнає Грагаса, вбитого в чесному бою зі Смертогонцем. Вони змушені виконувати накази Троксартеса, бо їхні душі надійно ув'язнені в глечиках, тож Смертогонець домовляється, що отримає глечики, якщо вони допоможуть йому в боротьбі з Троксартесом. Він також просить Маринду попередити північний загін, щоб вони прийшли на допомогу в боротьбі проти замку. Елізена дізнається, що її просто хочуть залишити в живих, поки не знайдуть третій камінь, тому вона веде Смертогонця туди, де тримають Нікіаса. Випадково виявляється, що третій камінь весь цей час був захований у замку. Прибуває північний загін, і Смертогонець звільняє душі, тож воїни нежиті нападають на Троксартеса та його загін. У битві, що розпочалася, Макут гине від стріли під час дуелі з Смертогонцем. Троксартес вбиває Маринду, а потім під час бою його вбиває Смертогонець. Три камені нарешті об'єднуються, відкриваючи таємне місто Арандор, і на землі настає мир. Смертогонець вирушає на захід сонця на пошуки нових пригод.

## Акторський склад
- Джон Аллен Нельсон у ролі Ловця смерті
- Карла Герд — Карісса / Елізена
- Террі Треас — Камісард
- Том Крістофер у ролі Троксартаса
- Аарон Ернан — Нісія
- Роджер Кадні в ролі Інароса
- Агустін Сальват — Макут
- Клаудія Іншауррегі в ролі Марінди
- Маріо Іван Мартінес — проповідник
- Карлос Романо в ролі Грагаса
- Еріка Карлссон — Хорса
- Алехандро Брачо — мертвий воїн
- Лізетта Ромо — мертвий воїн
- Антоніо Зубіага — солдат
- Мануель Бенітес — солдат

## Виробництво
У фільмі запозичені кадри з «Ворона» для деяких зовнішніх знімків башт замку Троксарата.

## Відгуки

### Вплив
Цей фільм з'явився у сьомому сезоні «Mystery Science Theatre 3000». У цьому епізоді Майк Нельсон, Том Серво і робот Кроу Т. висміюють нездатність виконавця головної ролі Джона Аллена Нельсона підтримувати постійний акцент протягом усього фільму, а також дратівливу зарозумілість його персонажа, яка змушує їх вболівати проти нього протягом більшої частини фільму. Вони також висміюють шолом Макута, до якого з обох боків приварені величезні металеві крила кажана. Зовнішній вигляд Тома Крістофера та його погане виконання реплік у фільмі також стали приводом для кількох жартів. В одному з моментів Том Серво коментує, що не може серйозно сприймати «заклятого ворога, який має зріст 5 футів 8 дюймів і лисий». Чарівник Нісія також спонукає до численних жартів, насамперед коментарів у «Володарі перснів», у яких його зовнішність порівнюється з Ґандальфом, Саруманом і Радаґастом Коричневим. Невдала спроба битви у фільмі Ця сцена спонукала Нельсона двічі сказати: «Цей фільм схожий на гру Doom, коли немає ні монстрів, ні супротивників» і «Це один із найамбітніших фільмів, які ми коли-небудь робили».
Головною частиною епізоду (після титрів) є те, що мати Марінди сердито заявляє: «Картопля — це те, що ми їмо!»
Версія MST3K «Смертогонець і воїни з пекла» була включена до колекції DVD «Mystery Science Theatre 3000», том XXXV, випущеної Shout! Factory 29 березня 2016 року. Інші епізоди в наборі з чотирьох дисків включають «Печерна людина-підліток» (епізод № 315), «Прибулець з іншої планети» (епізод № 405) і «12 до Місяця» (епізод № 524).

## Саундтрек
Мелодія фільму — це переробка теми Джеймса Горнера для «Битви за зорями» Роджера Кормана, яку сам Корман повторно використав у кількох своїх фільмах, зокрема «Космічні рейдери» та «Чародійка». У фільмі також є уривок «Тема пророцтва» Браяна Іно із саундтреку версії «Дюни» Девіда Лінча 1984 року.